# ZDNet
ZDNet è un sito internet di informazione riguardante la tecnologia e l'impresa edito da CBS Interactive, nato il 1º aprile 1991 da Ziff Davis come portale di tecnologia per evolversi un giornale focalizzato sull'impresa nel campo delle tecnologie informatiche di proprietà di CNET Networks.
Al 14° Computer Press Awards annuale nel 1999, ZDNet si aggiudica il "Best Overall Online Site" (Miglior sito).
Nel 2007, L'associazione degli editori online premia ZDNet UK (ZDNet Regno Unito) sotto la categoria: Business Website (siti d'impresa) per il suo contributo all'innovazione aziendale nel Web 2.0 e le caratteristiche di comunità del suo sito